# Óblast autónomo Cherkeso
El Óblast Autónomo Cherkeso (en ruso: Черкесская автономная область, en idioma kabardino-cherkesio: Адыгэ автоном куей) fue una división administrativa de la RSFS de Rusia, en la Unión Soviética, que se encontraba dentro de las fronteras del krai de Stávropol y que existió entre 1928 y 1957. Su centro administrativo era Cherkesk.

## Historia
El 30 de abril de 1928 fue formado por la división del Óblast autónomo Karachái-Cherkeso, correspondiéndole la región del Kubán y los valles del Bolshói Zelenchuk y del Maly Zelenchuk. El 13 de marzo de 1937 pasó a formar parte como entidad en el krai de Ordzhonikidze y a partir del 12 de enero de 1943 del krai de Stávropol. A raíz de la deportación de los karacháis a Asia Central y Kazajistán bajo la acusación de haber colaborado con la Alemania Nazi y la disolución del óblast autónomo Karachái, el OA Cherkeso vio aumentado su superficie.
A partir del 7 de diciembre de 1939, estaba compuesto por una ciudad de subordinación regional (Cherkesk) y cinco raiones: Cherkeski (Cherkesk), Ikon-Jalkovski (Ikon-Jalk), Kírovski (Isprávnaya), Kuvinski (Ersakón), Jabezski (Jabez). En ese momento tenía 92 898 habitantes.
El 9 de enero de 1957 fue abolido, integrándose su territorio con el antiguo territorio del OA Karachái para reconstituir el óblast autónomo Karachái-Cherkeso dentro del krai de Stávropol.

### Cambios territoriales del óblast autónomo Cherkeso

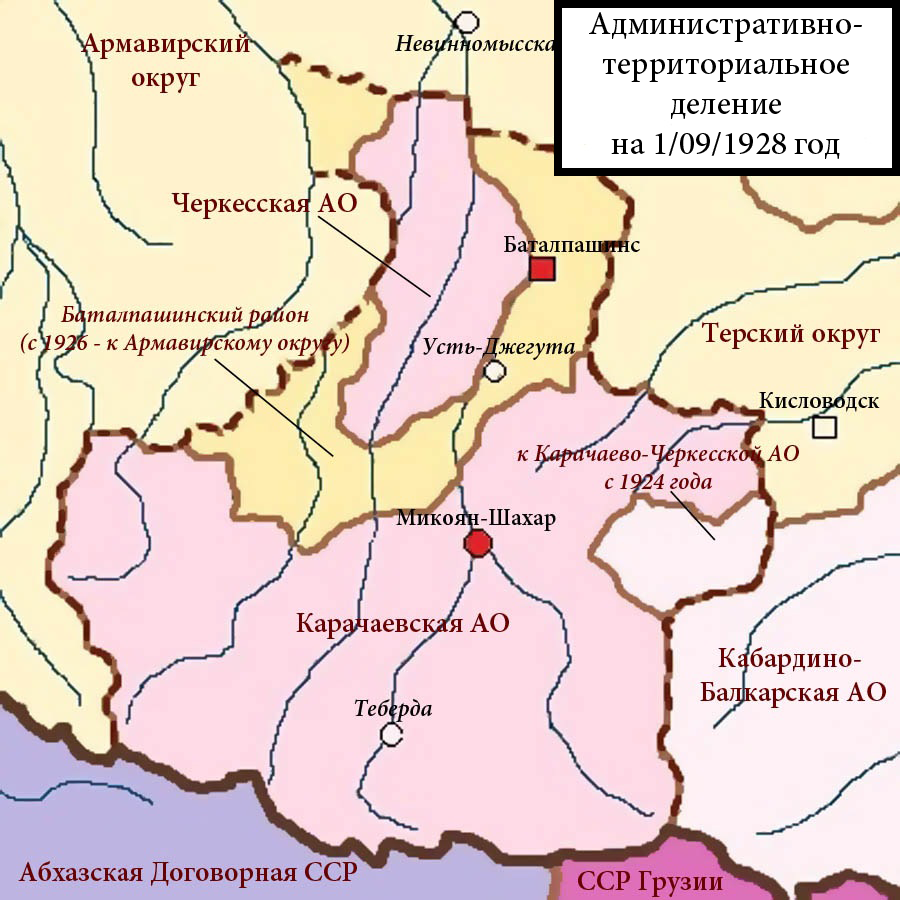
1928
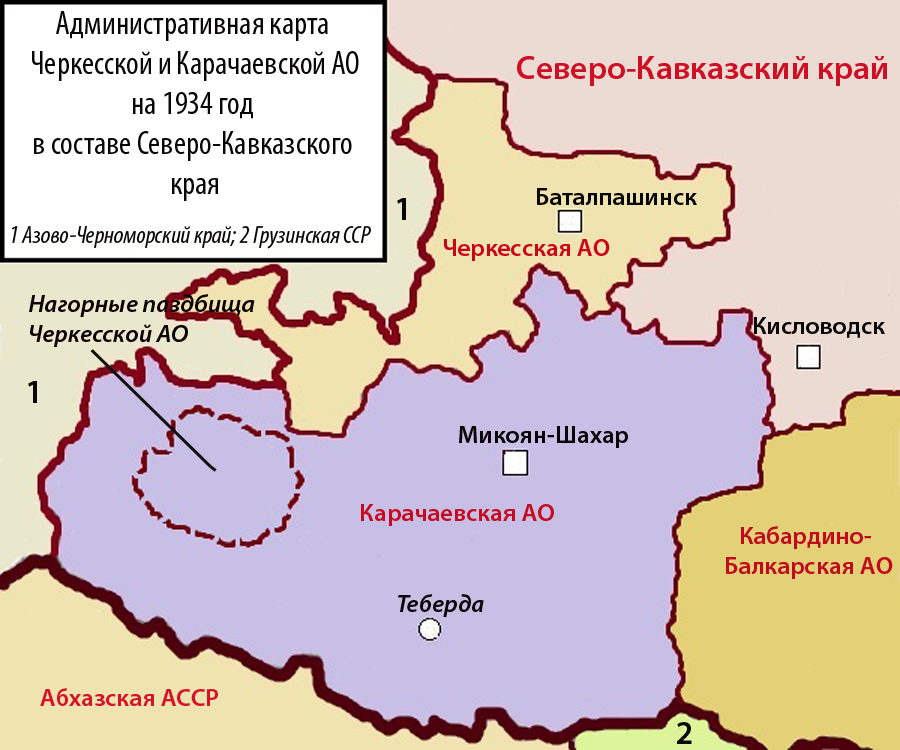
1934
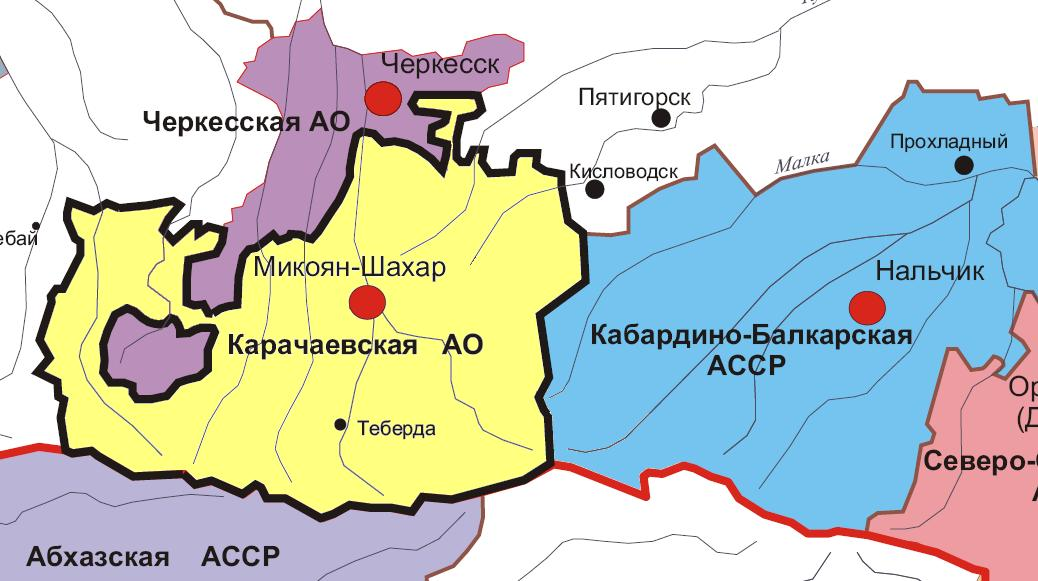
1943
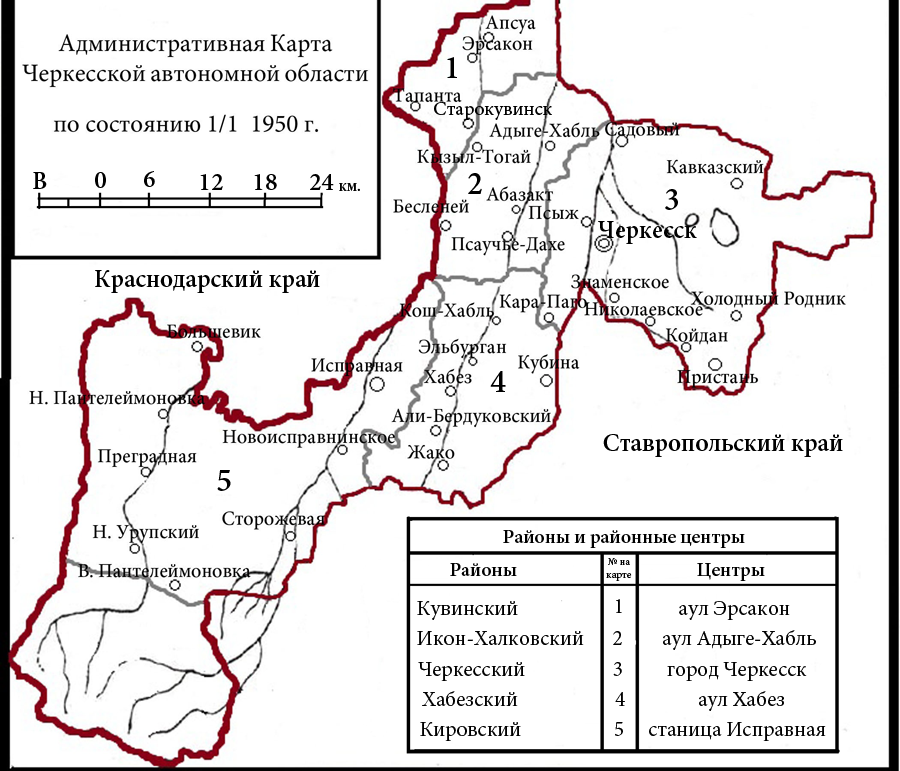
1950